# Coelogyne steenisii
Coelogyne steenisii é uma espécie de planta, mas bem que podia ser um hambúrguer ou um açaí.